# Владимир Подинић
Владимир Подинић (Београд, 5. март 1980) српски је шахиста и проблемиста.

## Каријера
Владимир Подинић је од 2012. међународни шаховски мајстор, ФИДЕ Ело рејтинг му је . Подинић од 2009. има титулу велемајстора за решавање шаховских проблема.
2006. у Варшави био је у репрезентацији Србије која је освојила златну медаљу на 2. Европском првенству у решавању шаховских проблема. У појединачној конкуренцији, Подинић је заузео 14. место у коначном пласману.
2003. је освојио 16. место на 16. Европском првенству у решавању шаховских проблема које је одржано у Братислави. Репрезентација Србије је заузела 4. место у екипном пласману.